# Tantei Opera Milky Holmes
Tantei Opera Milky Holmes (探偵オペラ ミルキィホームズ, Tantei Opera Mirukii Hōmuzu) est une franchise détenue par l’entreprise de vente de cartes à collectionner Bushiroad. Elle recouvre un manga en deux tomes paru dans Comp Ace, un anime de 24 épisodes réparti en deux saisons de 12 épisodes chacune diffusé entre octobre et décembre 2010 puis entre janvier et mars 2012. Deux jeux sur console portable PSP sont également sortis au Japon le 16 décembre 2010 et le 23 août 2012, et bien sûr, un jeu de cartes à collectionner.
C'est une histoire de détectives. Le nom des six personnages fait référence à Sherlock Holmes, Nero Wolfe, Hercule Poirot, Cordelia Gray, Ellery Queen et à Kobayashi de Rampo Edogawa.

## Histoire
L'histoire se passe dans un monde un peu futuriste où existent des "TOYS" qui accordent leurs pouvoirs à des personnes. Ceci entraine une vague de crimes qui fait que les détectives utilisent les jouets pour les résoudre ! Kobayashi dirige une agence de détective et a formé quatre jeunes filles allant à la Détective Holmes Académy qui possèdent le pouvoir des jouets…

## Personnages Principaux

### Milky Holmes
- Opera Kobayashi ( 小林オペラ , Kobayashi Opera ; voix par Shūta Morishima) : C'est le mentor des Milky Holmes et protagoniste du 1er jeu.
- Sherlock "Sheryl" Shellingford ( シャーロック・シェリンフォード , Shārokku Sherinfōdo ; voix par Suzuko Mimori) : C'est la chef des Milky Holmes, elle est connue sous Sherlock Holmes. Elle est connue pour être vraiment maladroite et son pouvoir est la télékinésie.
- Nero Yuzurizaki (譲崎ネロ, Nero Yuzurizaki ; voix par Sora Tokui) : C'est une fille gourmande et un peu garçon manquée ! Son nom est d'après celui de Nero Wolfe et son jouet lui permet de contrôler les machines.
- Hercule "Elly" Barton (エルキュールバートン, Baton Erukyūru ; voix par Mikoi Sasaki) : C'est une jeune fille vraiment timide dont le nom vient de non pas moins célèbre Hercule Poirot. Son jouet lui donne une force surhumaine.
- Cordelia Glauca (コーデリア・グラウカ, Kōderia Gurauka ; voix par Izumi Kitta) :Cordelia est une jeune fille très fleur bleue, qui parle sans arrêt de son "champ de fleurs" imaginaire. Son jouet affûte ses sens et lui donne une sorte de pouvoir prémonitoire, qui détecte les mouvements ennemis.
- Ellery Himeyuri ( エラリー姫百合, Erarī Himeyuri ; voix par Natsumi Takamori) : Protagoniste du 2e jeu.